# ناهید دایی جواد

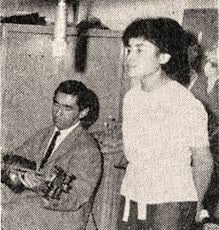
ناهید در جوانی در کنار فرهنگ شریف

ناهید دایی جواد (۱۳۲۱ اصفهان - ۱۳۹۶ اصفهان)، خواننده موسیقی اصیل ایرانی اهل ایران و از خوانندگان برنامه رادیویی گلها بود. ترانهٔ «غروب کوهستان» او از شهرت بالایی برخوردار است

## زندگی
ناهید دایی جواد فرزند عبدالباقی در ۲۶ اردیبهشت ۱۳۲۱ در شهر اصفهان به دنیا آمد وی مدرک لیسانس خویش در رشته ادبیات فارسی از دانشکده ادبیات دانشگاه اصفهان گرفت است و در سال ۱۳۵۵ با کیوان قدرخواه، شاعر و وکیل دادگستری ازدواج نمود و حاصل آن یک دختر است. همسر وی در سال ۱۳۸۳ بر اثر بیماری تومور مغزی درگذشته‌است. ناهید دایی جواد در سال ۱۳۴۲ به استخدام آموزش و پرورش استان اصفهان درآمد و از سال ۱۳۵۵ تا سال ۱۳۷۴ که بازنشسته شد در دبیرستان‌های شهر اصفهان به تدریس ادبیات و زبان فارسی و عربی مشغول بود. وی نه سال پیش از انقلاب از رادیو استعفا داد و از سال ۱۳۷۴ تا هنگام درگذشت، مشغول تدریس آواز ایرانی در آموزشگاه‌ها بود.
ناهید دایی جواد که در سال‌های ۱۳۴۲–۱۳۴۱ دانشجو بود در کنسرت‌هایی که در دانشکده شان برگزار می‌شد، شرکت می‌کرد و بسیار مورد تشویق قرار می‌گرفت. در یکی از این کنسرت‌ها سیروس ساغری- نوازنده سنتور اصفهانی- صدای او را می‌شنود و به او پیشنهاد خواندن آواز یکی از قطعاتش را می‌دهد. این قطعه در اداره رادیو اصفهان وقت ضبط شد اما از آنجا که خانواده دایی جواد با آواز خواندن دختر خود مخالف بودند اجازه پخش نیافت. با این حال پدر او که همواره در مسیر هنری اش او را یاری می‌کرد رضایت همه را فراهم آورد و ناهید دایی جواد برای اجرای برنامه سال نو عازم تهران شد و قطعه «غروب کوهستان» را به اتفاق جهانبخش پازوکی که ترانه اش را سروده بود، اجرا کرد. یک هفته بعد زنده یاد جواد معروفی این قطعه را برای ارکستر تنظیم کرد و با ارکستر گلها در رادیو ایران اجرا شد. در این برنامه از گلها که شصت و یکمین برنامه از گل‌های صحرایی بود، جلیل شهناز تکنواز تار بود. غروب کوهستان هم به یکی از ترانه‌های جاویدان فرهنگ موسیقایی ایران تبدیل شد.
وی در این باره می‌گوید:
پس از اینکه «غروب کوهستان» ساخته شد، نوروز سال ۱۳۴۱ بود که رادیو ملی از ۱۲ استان کشور دعوت کرد تا نمایندگانشان در تهران حضور پیدا کرده و به اجرای برنامه بپردازند، از شهر اصفهان نیز قرار بود که آقای تاج حضور داشته باشند ولی با صحبت‌هایی که آقای پازوکی با ایشان انجام دادند و بزرگواری که وی به خرج داد، من به جای استاد بزرگ آواز اصفهان به تهران رفتم و شرایط اجرای رادیویی فراهم شد که با ویلن آقای پازوکی و ضرب امیر بیداریان «غروب کوهستان» را اجرا کردیم که با استقبال چشمگیر و فوق‌العاده ای از سوی مخاطبان در سراسر کشور روبرو شد و همین موفقیت نیز باعث حضورم در برنامه گلها گردید. این آهنگ پس از اجرای نوروزی، به وسیله آقای معروفی تنظیم شد و ارکستر گل‌ها هم آن را اجرا کرد و من به این صورت به عنوان اولین زن گل‌ها به جامعه موسیقایی کشور معرفی شدم— ناهید دایی جواد، گفتگو با سایت موسیقی ایرانیان
ناهید دایی جواد در گفت وگویی با زهره روحی در سایت انسان‌شناسی و فرهنگ دربارهٔ این قطعه خاطره انگیزش گفته بود:

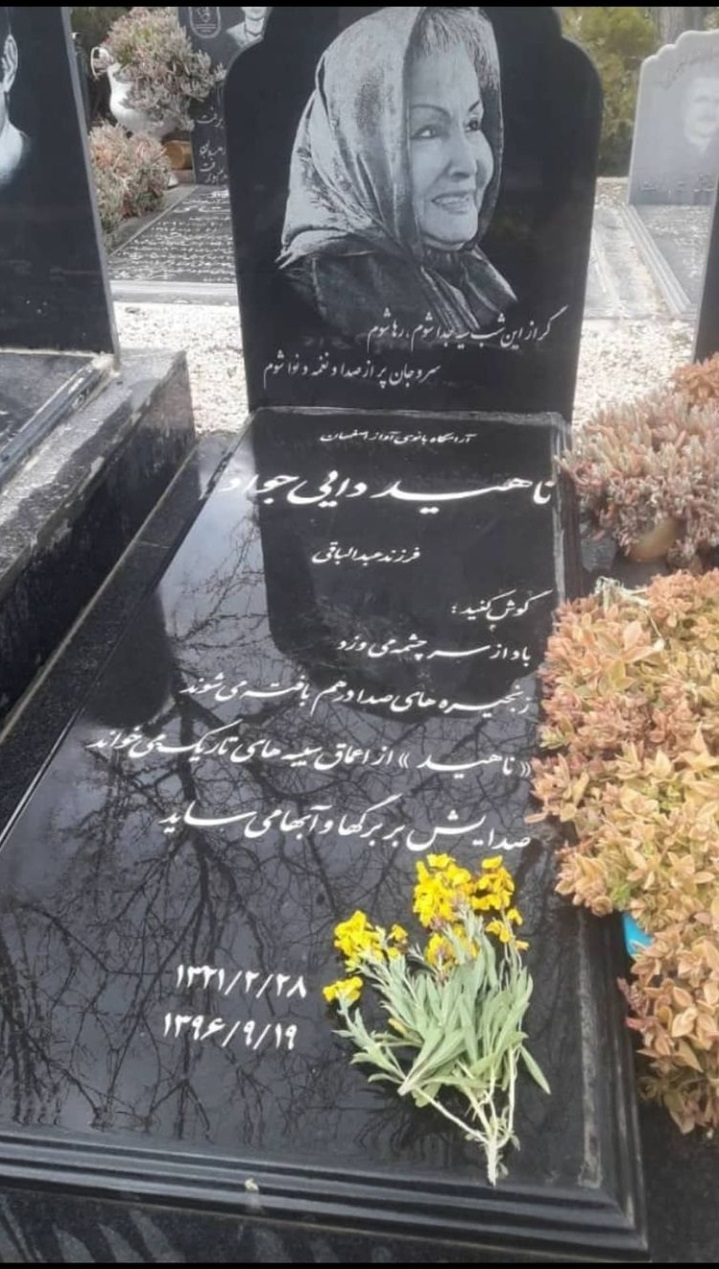
مزار ناهید دایی جواد در قطعه هنرمندان آرامستان باغ رضوان اصفهان

مردم از غروب کوهستان بسیار خاطره دارند چه در داخل و چه خارج از کشور. ما برنامه‌هایی در خارج از کشور داشتیم در اروپا و آمریکا و لندن بزرگداشت آقای داود پیرنیا که سرپرستی برنامه گلها را داشتند مردم بسیار ابراز احساسات می‌کردند وبعضی‌ها گریه می‌کردند. در تهران و اصفهان برنامه‌هایی داشته‌ایم. در تالارهای وحدت، اندیشه، فرهنگ و در اصفهان جاهای مختلف هم به همان صورت اول استقبال می‌کردند. و من باور نمی‌کردم که مردم اینقدر علاقه‌مند باشند و بشناسند و خیلی جالب است که جوانها علاقه نشان می‌دهند .— ناهید دایی جواد، گفتگو با زهره روحی

## کنسرت‌ها
ناهید دایی جواد در سال ۱۳۸۱ سه کنسرت در تهران در تالارهای وحدت، اندیشه، فرهنگ با مشارکت کیان علی‌نژاد اجرا نموده‌است و پس از آن به همراه «گروه ایراندخت» تور کنسرتی را در شرق ایالات متحده داشته‌است. آخرین اجرای وی در خارج از کشور در بزرگداشت داوود پیرنیا در لندن بوده‌است که به همراه اکبر گلپایگانی با همدیگر برنامه اجرا نمودند.

## گفتارها
- تمام خواننده‌های زن در آن زمان اسم مستعار داشتند. من اولین خواننده‌ای بودم که با اسم و فامیل خودم معرفی شدم و گوینده زمان معرفی من روی «دایی جواد» مکث کرد که این چه فامیلی‌ای است که من برای او توضیح دادم که این یک شهرت محلی است.
- مشکلاتی بود که مجبور شدم از رادیو بیرون بیایم. مسائلی بود که نمی‌شد کار را ادامه بدهم. شاید نشود گفت؛ اما خیلی سخت بود ادامه‌دادن و من همیشه عزت و حرمت و آبروی پدر و مادرم جلوی چشم‌هایم بود. آنها خیلی تلاش کردند بروم رادیو و من را با احترام و عزت فرستادند. من نباید به خواسته‌های آنها پشت می‌کردم. من سال ۱۳۴۸ از رادیو بیرون آمدم در حالی که در سال ۱۳۵۵ ازدواج کردم. اصلاً همسرم من را به خاطر آوازه‌خوان‌بودنم انتخاب کرد؛ چون من نه ظاهر آنچنانی داشتم، نه قد و بالایی. فعالیت‌های هنری من بعد از ازدواج کمتر شد؛ اما ادامه داشت. من در سال ۱۳۵۵ در بلوغ کامل با کیوان قدرخواه که شاعر مدرن و نوپرداز بود، ازدواج کردم. کیوان نوه عمه پدر و مادر من بود و همسایه ما و زیاد به منزل ما می‌آمد. من به تشویق او کتاب‌های بسیاری خواندم. می‌آمد دو کتاب به من می‌داد و می‌گفت: «یک هفته فرصت داری این کتاب‌ها را بخوانی». من بزرگ‌ترین رمان‌ها را در دوره دبستان به خاطر تشویق‌های کیوان خواندم. در آن‌موقع هیچ علاقه‌ای بین ما نبود. بعدها کیوان به دانشکده حقوق تهران رفت و من هم در اصفهان در دانشکده ادبیات درس خواندم و در این فاصله ما همدیگر را ندیدیم. کیوان خیلی علاقه‌مند بود به هنرمندان ادب این مملکت و خانه ما همیشه محفل ادیبان بود و این شاید شانس من بود که در منزلم با بزرگان ادب آشنا شدم و باعث این، همسرم بود.
- مسائل اخلاقی هیچ ارتباطی به هنرمندبودن ندارد. نمی‌شود گردن هنر انداخت. هنرمند یک خلاق است. به قول همسرم: «هر انسانی در خودش یک جهان است و هر هنرمندی یک الهه است. شاید به خاطر داشتن یک کار خوب یا مطرح‌شدن، یک‌سری اتفاقات بیفتد-؛ اما یک هنرمند کافی است تنها کار خوب ارائه دهد برای معرفی خود.
- متأسفانه همه خوانندگان مرد از هم تقلید می‌کنند؛ شما هیچ تشخصی در صداها نمی‌بینید. صداها شخصیت ندارند؛ همه می‌خواهند مثل فلان خواننده شوند و این اشتباه است. خود آن خواننده که هست.[۱۲][۱۳][۱۴]
- زمانی که دانشجو بودم و وارد رادیو شدم، همان موقع دانشجوی دانشکده ادبیات اصفهان هم بودم) در کوچه شازده ابراهیم (ما یک دانشکده ای به نام دانشکده ادبیات داشتیم که گروه ارکستری را در این دانشکده ترتیب داده بودند که من را برای همکاری با این ارکستر دعوت کردند که سرپرستی آن را آقای جهانبخش پازوکی به عهده داشت. جهانبخش پازوکی آن موقع دانشجو بود و خوانندگان دیگری نیز در دانشکده بودند، مثل آقای هوشمند عقیلی و بسیاری از دوستان هم سن و سال ما که در آن موقع آواز می‌خواندند. ما همکاری مان را در دانشکده شروع کردیم و آهنگ‌هایی را که دانشجوها می‌آوردند، اجرا می‌کردیم. کنسرت‌هایی را در دانشکده ترتیب می‌دادیم. حتی بلیت می‌فروختیم و با فروش بلیتهایی که در دانشکده فروش می‌رفت، ما توانستیم یک پیانو برای دانشکده بخریم. رئیس دانشکده خیلی ما را تشویق می‌کرد و در همان اولین کنسرتی که در سال ۴۱ گذاشتیم خیلی موفق بودیم. آهنگ‌هایی را هم که اجرا می‌کردیم آهنگ‌های دانشجوها بود. آقای سیروس ساغری هم که البته اسم اصلی شان حسین ساغرزاده است یکی از کنسرت‌های ما را در آن زمان دید و پیشنهاد داد که من آهنگی دارم و تمایل دارم شما آن را اجرا کنی. البته من هیچ تصوری از کار در رادیو نداشتم. از پدر پرسیدم ایشان هم هیچ مخالفتی نکردند که این آهنگ به صورت تمرینی ضبط شود ولی اجازه پخشش را نداشتیم.[۱۵]

## بیماری
دایی جواد که چند سال با بیماری سرطان دست‌وپنجه نرم می‌کرد اما همچنان با روحیه به کار آموزش و تدریس موسیقی ادامه داد. این هنرمند چند روزی بود که به گفته پزشک معالجش از بیماری سرطان رهاشده بود و از تهران به اصفهان بازگشته بود تا با پزشک خود مشورت نماید و به تهران باز گردد.

## درگذشت
یکشنبه‌شب ۱۹ آذرماه ۱۳۹۶ حدود ساعت ۱۹:۱۰ درحالی‌که وی از آموزشگاه موسیقی نوا در خیابان هزار جریب اصفهان بازمی‌گشت راننده‌ای که سرعت زیادی داشت با وی برخورد کرد و پس از انتقال به بیمارستان شریعتی اصفهان، درگذشت.

## آثار
همکاری ناهید دایی جواد با ارکستر گل‌ها و جواد معروفی به شرح زیر است:
- گل‌های رنگارنگ ۳۹۲ سه گاه قسم به خدا
- گل‌های رنگارنگ ب۳۹۲ سه گاه قسم به خدا
- گل‌های رنگارنگ ۴۲۱ مخالف سه گاه ناله بی‌اثر
- گل‌های رنگارنگ ۴۵۷ شوشتری جنگ افسونگر
- گل‌های رنگارنگ ۴۲۴ سه گاه آردیا پور
- گل‌های رنگارنگ ۴۰۸ دشتی ----
- گل‌های رنگارنگ ۴۰۳ افشاری ----
- گل‌های رنگارنگ ۴۷۸ افشاری آیینه
- گل‌های رنگارنگ ۴۷۷ چهارگاه چشم یاری
- گل‌های رنگارنگ ۴۶۲ امتحان غزل حافظ
- گل‌های رنگارنگ ---- افشاری آتشین لاله
- شاخه گل ۳۲۳ بیت ترک مثنوی
- گل‌های صحرائی ۶۲ دشتی غروب کوهستان
- شاخهٔ گل ۲۹۷ سه گاه قسم به خدا.

وی حدود بیش از نود و دو آهنگ که در رادیو اصفهان ضبط گردید با هنرمندانی چون: حسن کسائی، جهانبخش پازوکی، جلیل شهناز، سراج، شاهین، سلطانی، ساغری، مجاهد از سال ۴۱ تا
- «ناله بی‌اثر» با شعر «رهی معیری»
- «اشکم دونه دونه»
- تصنیف «غوغای هستی» با شعر و آهنگ جهانبخش پازوکی
- «آه سینه سوز» یا «دل بی نصیب» با شعر و آهنگ جهانبخش پازوکی
- «دستی نگیرد دست من» یا «ساقیا در را گشا» که به اسم «همراز»
- تصنیف «مادر»
- تصنیف «آهوی دشت»
- تصنیف «ساقی بیگانه» شعر از بهادر یگانه
- تصنیف «خطا کردم» با شعر و آهنگ جهانبخش پازوکی
- تصنیف «غروب کوهستان» یا «دره خاموش» با شعر و آهنگ جهانبخش پازوکی
- تصنیف «می‌گذرد» با ترانه و آهنگ علی رضا امینی تنظیم مرتضی شفیعی ۱۳۸۵[۱۷]

آلبوم راز دل با همکاری گروه موسیقی صفاهان، سرپرست گروه: حمید شیخ بهایی
- تصنیف «نوید بهار» شعر از مولانا، آهنگ و تنظیم بهمن بابایی، رهبر ارکستر حمید شیخ بهایی

## در نظر دیگران
پری ملکی (خواننده):
صدایش گرم بود، صدایش مخصوص به خودش بود، صداش شبیه به هیچ‌کس دیگری نبود، فرهیخته بود، فروتن بود و مهربان. با یک ترانه در یادها مانده‌است. اما خیلی از ترانه‌هایی را که بعدها پوران و گلپا و دیگران خواندند، او اول خوانده بود. ناهید دایی جواد در اصفهان در گذشت، دریغ و درد.
علیرضا افتخاری:
«در میان خوانندگان خانم، استاد ناهید دایی جواد را حائز می‌دانم، من فکر می‌کنم صدای ناهید یک صدای بسیار آسمانی است.»